# Базалук Олег Олександрович
Базалук Олег Олександрович — український вчений-філософ, доктор філософських наук, професор, письменник, автор сучасної науково-філософської моделі Світобудови «Еволюціонуюча матерія».
Проводить міждисціплінарні дослідження в галузі нейронаук, когнітивної психології, нейрофілософії і космології. Автор понад 150 наукових праць. Голова Міжнародного філософсько-космологічного товариства (МФКТ), головний редактор філософських журналів "Philosophy and Cosmology" та "Future Human Image", автор міжнародних інтернет-проектів: «Космічні подорожі» та «Образ людини майбутнього». Член докторських і кандидатських рад за спеціальностями: соціальна філософія та філософія освіти. Член консультативної ради з когнітивної психології видавництва Cambridge Scholars Publishing (Велика Британія).

## Біографія
За фахом командир військових підрозділів спеціального призначення МВС СРСР. У 1989 р. з відзнакою закінчив Орджонікідзевське вище військове командне краснознаменне училище МВС СРСР ім. Кірова. Брав участь у спецвідрядженнях з розв'язування міжнаціональних конфліктів у Сумгаіті, Баку, Єревані, Тбілісі, Кишеневі (1987–1991 рр.).
Після звільнення з військової служби (1992 р.) певний період часу працював в комерційних структурах.
В цей же час почав активно займатися науковою діяльністю.
На початку 2000 р. почав працювати в Переяслав-Хмельницькому державному педагогічному університеті імені Григорія Сковороди. 23 лютого 2001 року захистив кандидатську дисертацію з соціальної філософії: «Криза системи« людина-природа» в умовах техногенної цивілізації та шляхи її подолання» (Інститут філософії імені Григорія Сковороди НАН України).
З 2003 по 2006 р. навчався в докторантурі Інституту філософії імені Григорія Сковороди НАН України. 30 березня 2007 року захистив докторську дисертацію з історії філософії: «Екзистенційно-філософський аналіз феномену життя в західноєвропейській філософії кінця XIX - першої половини ХХ ст.» (Дніпропетровський Національний університет імені Олеся Гончара).
В 2013 році  навчався в Embassy school (Брайтон, Англія).

## Коло наукових інтересів
На початку 2000 р. запропонував науково-філософську модель еволюції світу, яку назвав «Еволюціонуюча матерія». В моделі викладена теорія еволюції світу, яка ґрунтується на сучасних дослідженнях космології, геології, біології і нейронаук; показана закономірність формування в масштабах Всесвіту мозку людини (психіки).
Сучасне бачення моделі «Еволюціонуюча матерія» викладена в монографії: "Теорія еволюції: Від космічного вакууму до нейронних ансамблів і в майбутнє". Київ: МФКО, 2014. - 312 с. Друге видання: "The Theory of Evolution: From a Space Vacuum to Neural Ensembles and Moving Forward." Cambridge Scholars Publishing, 2016. – 170 p.
З 2003 р. почав досліджувати сучасні світові моделі освіти. Вивчав моделі освіти в університетах Франції, Німеччини, Австрії, Англії, Чехії, Росії, Білорусі, Китаю. На основі розробленої моделі еволюції світу запропонував своє бачення філософії освіти. Сучасне бачення впливу процесу освіти на еволюціонуючу психіку та особливості розвитку космічного (стратегічного, ноосферного) світогляду викладено в монографії: Базалук О. А. «Философия образования в свете новой космологической концепции». Учебник. — К.: Кондор, 2010. — 458 с. та философскій прозі: Базалук О.А. Женщина для вдохновения: поэма / Олег Базалук. – Полтава: ООО «АСМІ», 2013. – 352 с.
З 2009 р. почав дослідження особливостей розвитку та поведінки психіки людини в тривалих космічних подорожах. Результати цих досліджень викладені у розробленому курсі лекцій: Базалук О. А. Космические путешествия — путешествующая психика: курс лекций. / Олег Базалук. — К.: КНТ, 2012. — 424 с.
З лютого 2014 року, після початку російської агресії проти України, почав досліджувати онтологію війни і миру. Використовуючи результати емпіричних і теоретичних досліджень у сферах геофілософії, неврології, психології та соціальної філософії, він розробив теорію війни і миру, на засадах якої запропонував нові теоретичні основи для національної стратегії безпеки, європейської стратегії безпеки та безпеки у світі. Результати досліджень викладені у монографії The Theory of War and Peace: The Geophilosophy of Europe (Cambridge Scholars Publishing, 2017) [Архівовано 26 травня 2018 у Wayback Machine.].

## Наукові публікації

### Монографії
1. Базалук О. А. «Из теории жизни…». — Харьков: «Основа» (Харьковский Государственный университет), 1999 р. — 352 с.;
2. Базалук О. А. «Разумное вещество» — К.: Наукова думка, 2000. — 368 с.
3. Базалук О. А. «Сущность человеческой жизни» — К.: Наукова думка, 2002. — 272 с.
4. Базалук О. А. «Происхождение человечества: новая космологическая концепция» — Днепропетровск: Пороги, 2003. — 144 с.
5. Базалук О. А. «Время в свете новой космологической концепции» — Днепропетровск: Пороги, 2003. — 127 с.
6. Базалук О. А. «Мироздание: живая и разумная материя (историко-философский и естественнонаучный анализ в свете новой космологической концепции)». — Днепропетровск: Пороги, 2005. — 412 с.
7. Базалук О. А. «Философия жизни: от волюнтаризма к экзистенциализму» (компаративистский анализ) — Винница: О.Власюк, 2006. — 292 с.
8. Базалук О. А. «Лозовая: женские нравы». — Полтава: АСМИ, 2006. — 131 с.
9. Базалук О. А. «Окунаясь в реальность». — Полтава: АСМИ, 2008. — 342 с.
10. Базалук О. О., Юхименко Н. Ф. «Філософія освіти»: Навчальний посібник. — К.: Кондор, 2010. — 164 с.
11. Базалук О. А. «Философия образования в свете новой космологической концепции». Учебник. — К.: Кондор, 2010. — 458 с.
12. Базалук О. А. «Сумасшедшая: первооснова жизни и смерти»: Монография. / О.Базалук. — К.: Кондор, 2011. — 346 с.
13. Базалук О. А. Космические путешествия — путешествующая психика: курс лекций. / Олег Базалук. — К.: КНТ, 2012. — 424 с.
14. Базалук О.А., Владленова И.В. «Философские проблемы космологии»: монография / О.А.Базалук, И.В.Владленова. – Харьков: Издательство: «Підручник НТУ «ХПІ», 2013. – 190 с.
15. Базалук О.А. Женщина для вдохновения: поэма / Олег Базалук. – Полтава: ООО «АСМІ», 2013. – 352 с.
16. Bazaluk, Oleg. The Theory of Evolution: From a Space Vacuum to Neural Ensembles and Moving Forward. Newcastle upon Tyne: Cambridge Scholars Publishing, 2016. – 170 p.
17. Bazaluk, Oleg. Corruption in Ukraine: Rulers’ Mentality and the Destiny of the Nation, Geophilosophy of Ukraine. Newcastle upon Tyne: Cambridge Scholars Publishing, 2016. – 250 p.
18. Bazaluk, Oleg. The Theory of War and Peace: The Geophilosophy of Europe. Newcastle upon Tyne: Cambridge Scholars Publishing, 2017. – 185 p.

### За редакцією
1. Образ человека будущего: Кого и Как воспитывать в подрастающих поколениях: коллективная монография. / Под ред. О. А. Базалука. — К.: Кондор, 2011. — Т.1. — 328 с.
2. Космічна Україна. Переяславщина: альманах / [авт. просвіт. проекту: О. О. Базалук, О. І. Шкира; гол. ред. ради. Л. К. Каденюк]. — Переяслав-Хмельницький; К.: ЦУЛ, 2012. — 144 с.
3. Образ человека будущего: Кого и Как воспитывать в подрастающих поколениях: коллективная монография / Под ред. О. А. Базалука — К.: Издательский дом «Скиф», 2012. — Т. 2. — 408 с.
4. Образ человека будущего: Кого и Как воспитывать в подрастающих поколениях: коллективная монография / Под ред. О.А. Базалука – К.: МФКО, 2013. – Т.3. –  340 с.

## Нагороди та відзнаки
Нагороджений медаллю «За відмінну службу по охороні громадського порядку» від імені Верховної Ради СРСР Указом Президії Верховної Ради Азерб. РСР від 6 квітня 1988.
У 2011 році присвоєно звання «Заслужений працівник освіти України».
У 2012 році отримав Почесну відзнаку «Григорій Сковорода» Переяслав-Хмельницького державного педагогічного університету імені Григорія Сковороди (посвідчення № 210 від 4 жовтня 2012 р.).
У 2013 році нагороджений Почесною грамотою Верховної Ради України. Указ Голови Верховної Ради України № 1824 від 1 жовтня 2013.